# Kanton Mira
Der Kanton Mira befindet sich in der Provinz Carchi im Norden von Ecuador. Er besitzt eine Fläche von 587,4 km². Im Jahr 2022 lag die Einwohnerzahl bei rund 12.700. Verwaltungssitz des Kantons ist die Kleinstadt Mira mit 3100 Einwohnern (Stand 2010).

## Lage
Der Kanton Mira erstreckt sich entlang dem Südwestrand der Provinz Carchi. Das Gebiet liegt am rechten Flussufer des Río Mira in den Anden Nord-Ecuadors. Der Hauptort Mira ist über die Nebenstraße E187 mit dem nahe gelegenen Ort El Ángel sowie mit der Fernstraße E35 verbunden.
Der Kanton Mira grenzt im Nordwesten an den Kanton Tulcán, im Nordosten an den Kanton Espejo, im Südosten an den Kanton Bolívar sowie im Süden an den Kanton Ibarra der Provinz Imbabura.

## Verwaltungsgliederung
Der Kanton Mira ist in die Parroquia urbana („städtisches Kirchspiel“)
- Mira

und in die Parroquias rurales („ländliches Kirchspiel“)
- Jacinto Jijón y Caamaño – benannt nach Jacinto Jijón y Caamaño, ein Historiker, Archäologe und Politiker
- Juan Montalvo – benannt nach Juan Montalvo, ein Schriftsteller und Essayist
- La Concepción

gegliedert.

## Geschichte
Der Kanton Mira wurde am 18. August 1980 eingerichtet. Zuvor war das Gebiet Teil des Kantons Tulcán.
Entwicklung der Einwohnerzahl im Kanton Mira bei landesweiten Volkszählungen zum jeweiligen Gebietsstand:
| Jahr                    | Einwohner | +/-    |
| ----------------------- | --------- | ------ |
| 1982                    | 13.354    | –      |
| 1990                    | 14.040    | 5,1 %  |
| 2001                    | 12.919    | −8 %   |
| 2010                    | 12.180    | −5,7 % |
| 2022                    | 12.727    | 4,5 %  |
| Datenherkunft: Wikidata |           |        |